# IX Corpo d'armata (Regio Esercito)
Il IX Corpo d'armata fu una grande unità militare del Regio Esercito italiano, attivo durante la prima e la seconda guerra mondiale.

## Storia
Nel 1877 un decreto ha istituito dieci Comandi di Corpo d'Armata, con attribuzioni di carattere prevalentemente territoriale ed amministrativo in pace e di mobilitazione in guerra, disponendo nella Capitale la sede del VII Comando di Corpo d'Armata con giurisdizione sulle Divisioni Militari Territoriali di Roma e di Chieti.
Nel 1883 ha assunto la denominazione di IX Corpo d'armata.

### Prima guerra mondiale
Mobilitato in occasione della prima guerra mondiale il IX Corpo d'armata ha operato nella zona del Cadore.
All'entrata in guerra dell'Italia contro l'Austria-Ungheria ha operato al comando del generale Pietro Marini in seno alla 4ª Armata del generale Luigi Nava. Nella parte finale del conflitto il comando del IX Corpo d'armata venne affidato al generale Emilio De Bono, operando nella zona, dalle Rocce Anzini escluse al Monte Asolone compreso.

### Tra le due guerre
Trasferito nella sede di Bari la grande unità, in seguito all'ordinamento del Regio Esercito del 1926 ebbe alle sue dipendenze la 23ª Divisione fanteria delle "Murge" di Bari e la 24ª Divisione fanteria "Gran Sasso" di Chieti, che durante la guerra di Etiopia prese parte al conflitto inquadrata nel II Corpo d'armata.

### Seconda guerra mondiale
All'entrata in guerra dell'Italia nel secondo conflitto mondiale il IX Corpo d'armata venne destinato alla difesa costiera tra Pescara e Lecce, con sede a Putignano in provincia di Bari.
Dopo l'armistizio dell'8 settembre 1943, il IX Corpo d'armata venne definitivamente trasferito in Puglia e il 15 settembre ridenominato LI Corpo d'armata con sede a Brindisi.
Il 1º luglio 1944 assunta la denominazione di Comando Militare della Puglia e della Lucania venne impiegato con compiti di difesa aeroportuale nel territorio meridionale delle Puglie e delle piazze marittime di Taranto e Brindisi.

## Composizione

### 1926-1940
Corpo d'armata di Bari (IX)
- Divisione fanteria delle "Murge" (23ª) (Bari)
- Divisione fanteria "Gran Sasso" (24ª) (Chieti)

### 1940-1943
IX Corpo d'armata
- 47ª Divisione fanteria "Bari"
- 48ª Divisione fanteria "Taro"
- 29ª Divisione fanteria "Piemonte"
- 152ª Divisione fanteria "Piceno"
- 58ª Divisione fanteria "Legnano"
- 209ª Divisione costiera
- 210ª Divisione costiera

## Comandanti
- Gen. C. Luigi Segato (1915.06.20 - 1915.10.29)
- Gen. C. Emilio De Bono (1918.03 – 1919.01)
- Gen. C. Quirino Armellini (1942.08.05 – 1943.07.29)
- Gen. C. Roberto Lerici (1943.07.30 – 1943.09.08)
- Gen. C. Ismaele Di Nisio